# Robert Kołakowski
Robert Jerzy Kołakowski (Ciechanów; 15 de Março de 1963 — ) é um político da Polónia. Ele foi eleito para a Sejm em 25 de Setembro de 2005 com 5335 votos em 16 no distrito de Płock, candidato pelas listas do partido Prawo i Sprawiedliwość.